# Перельмутер, Вадим Гершевич
Вади́м Ге́ршевич Перельму́тер (род. 28 октября 1943, Москва) — советский и российский поэт, историк литературы, эссеист, культуролог, художник-график. Редактор интернет-журнала русской культуры Toronto Slavic Quarterly (2002-2012).

## Биография
Вадим Перельмутер родился 28 октября 1943 года в Москве.
Начал публиковаться в январе 1966 года.
С 1962-го по 1964 годы учился в Рижском институте инженеров гражданской авиации (РКИИГА). 
В 1971 году окончил Литературный институт имени А. М. Горького. Работал в различных журналах и газетах, в том числе более десяти лет — в журнале «Литературная учёба». В 1991-93 годах в издательстве "ПИК". 
Преподавал в Еврейской академии имени Маймонида. Читал лекции по истории русской литературы в университетах Германии, Франции, Австрии, США: Фрайбург (1991 и 1993), Вена, Инсбрук, Зальцбург (1994), Сорбонна , университет Сен-Дени, Институт Восточных языков (Париж, 1993), Индианский университет (Блумингтон, штат Индиана, 2016).
Автор семи книг стихов и четырех книг прозы.
Подготовил и издал более 50 книг русских поэтов и прозаиков: Петра Вяземского, Константина Случевского, Владислава Ходасевича, Георгия Шенгели, Сергея Шервинского, Аркадия Штейнберга, Валентина Катаева, Асара Эппеля, Валентина Парнаха, Марка Тарловского, Велимира Хлебникова, Юрия Домбровского и других, а также книги по истории литературы. 
Подготовил и издал в 1989-99 годах пять книг писателя, историка литературы, драматурга и театроведа Сигизмунда Кржижановского и в 2000-2013 годах — комментированное шеститомное собрание сочинений. Это издание дало возможность читателям, литературоведам, театроведам и философам — через несколько десятилетий после смерти Сигизмунда Кржижановского, при жизни издавшего лишь одну литературоведческую брошюру и опубликовавшего в периодике несколько небольших рассказов и очерков и полтора десятка статей — познакомиться с его творчеством. Ныне сочинения Кржижановского изданы в 15 странах (более пятидесяти изданий), в десятках университетов России, Европы, США и Японии защищены диссертации, посвящённые различным аспектам его творчества.
В 2003 году в Москве в Государственном Литературном музее прошла выставка графики В. Перельмутера. 
С 1997 года живёт в Мюнхене.

## Награды и премии
- Международная отметина имени отца русского футуризма Давида Бурлюка (2010)[2]
- Премия журнала "Октябрь" (2007)
- Премия журнала "Новый мир" (2014)
- Премия Одесского книжного фестиваля "Зеленая волна" (2014)
- Литературная премия DOMINANTA общества «Новый Мюнхенский диалог культур» (нем. Dialog Neues Munchner Kunstforum e.V.) (2016).

## Почётные звания
- Доктор философии

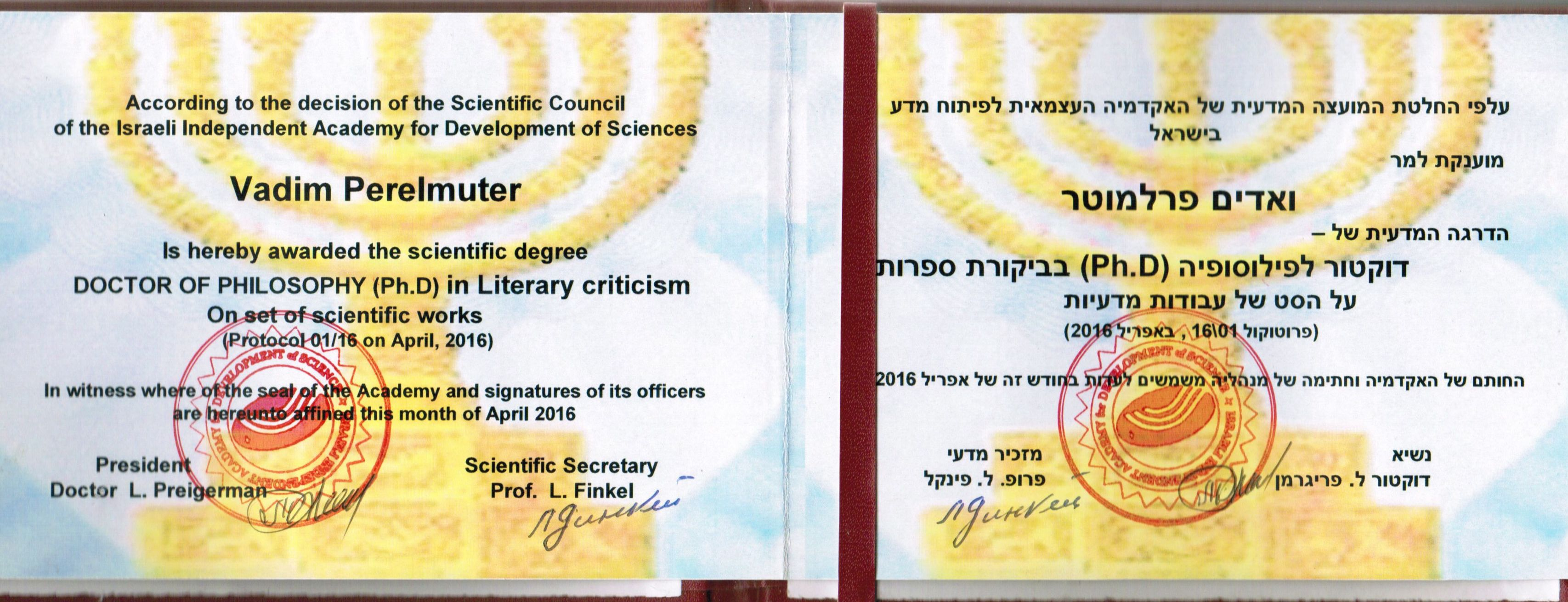
Вадим Перельмутер. Диплом доктора философии.

- Член Международной Академии Зауми им. Давида Бурлюка
- Член The International Academy of sciences, education, industry & arts (USA, California)

## Книги, подготовленные к изданиям
- П. А. Вяземский. Лирика. М., 1979 (Составление, комментарии, вступительный очерк)
- Петр Вяземский. Стихи (1837-1877). Допотопная Москва. Листки из Записной книжки. М. Серия «Поэты Москвы». 2017 (Издание, впервые сориентированное на творчество позднего, «постпушкинского» творчества поэта; составление, вступительный очерк)
- Случевский. Стихотворения. М., 1983 (Составление, комментарии, вступительный очерк)
- Сергей Шервинский. От знакомства к родству. Ереван, 1986 ( Составление, вступительный очерк)
- Владислав Ходасевич. Колеблемый треножник. Избранное. М., 1991 (Составление, текстологическая подготовка)
- Поль Верлен. Избранное из его восьми книг, а также юношеских и посмертно изданных стихов в переводе с предисловием и примечаниями Георгия Шенгели. М., 1996 (Из архивного наследия Г. Шенгели. Вступительный очерк)
- Аркадий Штейнберг. К верховьям. Собрание стихов. О Штейнберге: Материалы к биографии. Мемуары. Заметки. Стихи. М., 1997 (Идея книги, составление, текстологическая подготовка, вступительный очерк)
- Аркадий Штейнберг. Вторая дорога. Стихотворения. Поэмы. Графика. М., 2007 (Составление, вступительный очерк)
- Воспоминания об Аркадии Штейнберге. «Он между нами жил...» М., 2008 (Составление, вступительный очерк )
- Аркадий Штейнберг. Золотой мяч. Избранные переводы. М., 2014 (Составление, вступительный очерк)
- Георгий Шенгели. Иноходец. Собрание стихов. Византийская повесть «Повар безилевса». Литературные статьи. Воспоминания. М., 1997 (Составление, комментарии, вступительный очерк)
- Уильям Шекспир. Сонеты. Перевод Владимира Микушевича.  М., 2004 (Графика)
- Нина Манухина. Смерти неподвластна лишь любовь. Стихотворения. М, «Малый Серебряный век», 2006 (Составление, текситологическая подготовка, вступительный очерк)
- Валентин Катаев. Стихи. М., 2009 (Составление, вступительный очерк)
- Асар Эппель. Стихи. М., 2014 (Составление, текстологическая подготовка, вступительный очерк)
- Марк Тарловский. Избранное. М., «Библиотека для избранных», 2011
- Георгий Шенгели. 77 сонетов. М., «Библиотека для избранных», 2011
- Валентин Парнах. Три книги. М., «Библиотека для избранных», 2012
- Георгий Шенгели. Избранное. М., «Библиотека для избранных», 2013
- Велимир Хлебников. Избранное. М., «Библиотека для избранных», 2013
- Юрий Домбровский. Стихи. Борис Свешников. Графика. М., «Библиотека для избранных», 2017
- Аркадий Штейнберг. Избранное. «Библиотека для избранных», 2017 (идея-концепция серии, текстологическая подготовка, составление, комментарии, вступительные очерки; серия отмечена премией журнала «Новый мир» (2014) «За лучший литературно-издательский проект»)

- Александр Пушкин. Конек-Горбунок. Русская сказка. М., 1998 (к проблеме авторства)
- Пушкин в эмиграции. 1937. М., 1999 (Составление, текстологическая подготовка, комментарии, вступительный очерк. Идея-проект книги — из победителей конкцрса Фонда Д. Сороса на книгу к 200-летию со дня рождения поэта)
- Город и люди. Книга московской прозы. М., 2008 (Идея книги, составление, комментарии (в соавторстве), заключительный очерк)
- Одесса — Москва — Одесса. Юго-западный ветер в русской литературе. М., 2014 Идея книги, составление (в соавторстве), комментарии , вступительный очерк)
- ЗК. Русская антиутопия. М., 2014 (Составление, вступительный очерк)
- Игра пера и кисти, или Рождение жанра. М., 1914 (концепция книги, вступительный очерк, шесть статей, в неё вошедших).
- Борис Хазанов. Оправдание литературы. М., 2018 (Идея книги, вступительный очерк)
- Евгений Шварц. Ленинградская телефонная книжка. М, 2019 (Идея книги, вступительный очерк)
- Юрий Домбровский. Смуглая леди. М., 2019 (Идея книги — попытка восстановить полный авторский текст, — текстология, составление, вступительный очерк).
- Сигизмунд Кржижановский. Воспоминания о будущем. Избранное из неизданного. М., 1989 (Составление, текстологическая подготовка, комментарии, вступительный очерк)
- Сигизмунд Кржижановский. Возвращение Мюнхгуазена. Повести. Новеллы.  Воспоминания о С. Д. Кржижановском. Л-д, 1990 (Составление, текстологическая подготовка, комментарии, вступительный очерк)
- Сигизмунд Кржижановский. Сказки для вундеркиндов. М., 1991 (Составление, текстологическая подготовка, комментарии, вступительный очерк)
- Сигизмунд Кржижановский. Страны, которых нет. Статьи о литературе и театре. Записные тетради. М., 1994 (Составление, текстологическая подготовка, комментарии, вступительный очерк)
- Сигизмунд Кржижановский. Сказки для вундеркиндов (2-й вариант). М., 1999
- Сигизмунд Кржижановский. Собрание сочинений в шести томах. Спб.. - М., 2001-2013 (Составление, текстологическая подготовка, комментарии, вступительный очерк)
- Сигизмунд Кржижановский. Штемпель: Москва. М., 2015 (Составление, текстологическая подготовка, комментарии, вступительный очерк)
- Сигизмунд Кржижановский. Мысли разных лет. М., «Библиотека для избранных», 2017 (Составление, текстологическая подготовка, вступительный очерк)
- Корней Чуковский для детей и взрослых: Альбом. М., 2020 (Составление, статьи)